# Ligue des cadets de l'Armée du Canada
La Ligue des cadets de l'Armée du Canada (LCAC) est une organisation civile à but non lucratif qui travaille avec le Ministère de la Défense nationale (MDN) afin de supporter les Cadets royaux de l'Armée canadienne. La ligue a été fondée en 1971 avec une branche dans chaque province et une pour la région nordique. La LCAC consiste en de nombreux niveaux allant du conseil national aux comités locaux.

## Présidents
| Nom                     | Année en fonction |
| ----------------------- | ----------------- |
| l'hon. Earl Rowe        | 1971–1977         |
| Sen G. Molgat           | 1977–1979         |
| H.T. Tye                | 1979–1981         |
| P. Casgrain             | 1981–1983         |
| Leslie W. Basham        | 1983–1985         |
| W.I. Somerville         | 1985–1988         |
| I. Clifton              | 1988–1990         |
| J.G. Wasteneys          | 1990–1993         |
| Dennis Fleck            | 1992–1994         |
| Aubrey J. Halfyard      | 1994–1996         |
| Leslie K. Dean          | 1996–1998         |
| Debbie Craig            | 1998–2000         |
| Doug Ludlow             | 2000–2001         |
| Gilles Déry             | 2001–2009         |
| H.B. (Gene) Lake        | 2009-2010         |
| D.W. Foster             | 2010-2015         |
| William (Bill) Fletcher | 2015 - présent    |